# French and Saunders
French and Saunders ou French & Saunders, é uma série britânica de televisão de sketch comedy, criada por Dawn French e Jennifer Saunders. Esta série foi difundida pela BBC Two, entre 1987 e 2007. Em Portugal, a série foi transmitida pela RTP 2.
Ao longo de duas décadas de French & Saunders, as duas comediantes foram parodiando situações do quotidiano britânico e mundial. Com formato de pequenos sketch's, filmes como Gone With the Wind, Titanic, O Silêncio dos Inocentes ou Star Wars não escaparam à paródia. No campo musical, artistas como U2, Madonna, Tanita Tikaram ou Amy Winehouse foram também retratados à maneira "frenchsaundiana".
Em 2009, o duo Dawn French e Jennifer Saunders recebe o prestigiado prémio BAFTA Fellowship.
French & Saunders é também o nome que as duas actrizes usam nos seus projectos e actuações como duo.

## Ao vivo
Em Fevereiro de 2008, French & Saunders iniciam na Blackpool Opera House a Still Alive Tour no Reino Unido, onde apresentam sketch's antigos e outros escritos para a apresentação ao vivo.
- Live 1990
- Live in 2000
- French & Saunders: Still Alive - 2008 Tour
- French and Saunders;Still Aliver-2008 Theatre Royal, Drury Lane, Londres

## DVD
Edições em Portugal
- French & Saunders - Os Melhores Momentos (2008)
- French & Saunders: Estrelas de Cinema (2008)

## Outros projectos French & Saunders
Com Dawn French & Jennifer Saunders
- The Comic Strip Presents (1982-2000)
- Girls On Top (1985-1986)
- Happy Families (1985)
- Let Them Eat Cake (1999)
- Jam & Jerusalem (2006 - )

## Ligaçõess externas
- «Página oficial»
- «BBC». Elenco de french and saunders